# Cryptochiroidea
De Cryptochiroidea is een superfamilie van krabben en omvat de volgende familie:
- Cryptochiridae Paul'son, 1875